# イアン・グッドフェロー
イアン・J・グッドフェロー（Ian J. Goodfellow）は、機械学習分野の研究者。Google Brain（英語: Google Brain）を経て2019年3月よりAppleの機械学習研究チームにいる。ニューラルネットワークを用いた生成モデルの一種である敵対的生成ネットワークを提案したことで知られる。

## 経歴
グッドフェローはヨシュア・ベンジオ、アーロン・クールヴィルの指揮のもと、スタンフォード大学でコンピュータサイエンスにおけるB.S.とM.S.の学位を、モントリオール大学で機械学習におけるPh.Dの学位を取得。卒業後はGoogleにGoogle Brainのリサーチ・チームの一員として加わった。Googleを去ったのちに新しく設立されたOpenAIに加わり、2017年3月にGoogleリサーチに復帰。
研究対象は深層学習の広い分野に渡るが、その中でも生成モデルや機械学習におけるセキュリティやプライバシーを主な研究分野としている。特に、生成モデルの一種である互いに競合する2つのニューラルネットワークのシステムによって実装される敵対的生成ネットワークを発明したことで知られている。Googleでは、ストリート・ビューの撮影車の撮影した画像から自動的に住所の情報を転写するシステムの開発や、機械学習システムのセキュリティ上の脆弱性の実証を行った。また、深層学習の学習用書籍として高い評価を受けている『Deep Learning』の主執筆者も務めたことでも知られる。
2017年にはMITテクノロジーレビューがIT技術にブレイクスルーをもたらした人物を選出する「35 Innovators Under 35」の一人に選ばれた。2022年4月、従業員にオフィス勤務を求めるAppleの計画に反対してAppleを辞任したとMacRumorsにより報じられた。